# طحالية جدارية
الطحالية الجدارية أو سَبُع الأَرْض (الاسم العلمي: .Asplenium ruta-muraria L) هي نوع نباتات من جنس الطُّحَالية ومن الفصيلة الطُّحَالِيَّة ومن رتبة السرخسيات.